# Nyland (przystanek kolejowy)
Nyland – kolejowy przystanek osobowy w Nyland, w regionie Oslo w Norwegii, jest oddalony od Oslo Sentralstasjon o 9,30 km. 

## Ruch pasażerski
Leży na linii Hovedbanen. Jest elementem kolei aglomeracyjnej w Oslo. Przez stację przebiegają pociągi linii 400. Stacja obsługuje Oslo Sentralstasjon, Drammen, Asker, Lillestrøm i Skøyen.
| Numer | Stacja początkowa | stacja końcowa |
| ----- | ----------------- | -------------- |
| 400   | Drammen           | Lillestrøm     |

Pociągi linii 400 odjeżdżają co pół godziny; na odcinku między Asker a Lysaker jadą trasą Drammenbanen a między Oslo Sentralstasjon a Lillestrøm jadą trasą Hovedbanen. 

## Obsługa pasażerów
Wiata. Odprawa podróżnych odbywa się w pociągu.